# Lydia de Vega
Maria Lydia de Vega (* 26. Dezember 1964 in Meycauayan; † 10. August 2022 in Makati City) war eine philippinische Leichtathletin.

## Karriere
Lydia de Vega gewann bei den Südostasienspielen zwischen 1981 und 1993 insgesamt neun Goldmedaillen in verschiedenen Sprintdisziplinen sowie einmal im Weitsprung. Des Weiteren wurde sie 1983 und 1987 jeweils Asienmeisterin über 100 und 200 Meter. Bei den Asienspielen 1982 siegte sie über 100 Meter und bei den Asienspielen 1986 konnte sie diese Erfolg wiederholen und zudem Silber über 200 Meter gewinnen.
Lydia de Vega nahm zudem an den Olympischen Sommerspielen 1984 in Los Angeles über 100 und 200 Meter sowie bei den Olympischen Sommerspielen 1988 in Seoul über 100 Meter teil. Zwischen 1989 und 1991 pausierte de Vega, schloss ihr Studium ab und heiratete 1990 Paul Mercado, mit dem sie bis 2003 liiert war. 1994 beendete sie ihre Karriere.
Trainiert wurde de Vega von ihrem Vater Francisco de Vega und Claro Pellosis sowie ihrem späteren Lebenspartner Jacter Singh.
Im Jahr 2001 wurde sie zur Stadträtin in Meycauayan gewählt und war drei Jahre lang in dieser Funktion tätig.
Ende 2005 zog sie nach Singapur, wo sie als Leichtathletiktrainerin an einer Privatschule arbeitete.
Im Jahr 2018 wurde bei Lydia de Vega Brustkrebs im vierten Stadium diagnostiziert. In den nächsten vier Jahren unterzog sie sich mehreren Eingriffen, darunter einer Gehirnoperation. Sie verstarb am 10. August 2022 im Alter von 57 Jahren an den Folgen ihrer Krankheit.